# Violent Femmes
Violent Femmes är ett alternativ-rockband från Milwaukee, Wisconsin, grundat under det tidiga 1980-talet.

## Biografi
Bandet grundades av Gordon Gano (sång och gitarr), Brian Ritchie (basgitarr) och Victor DeLorenzo (slaginstrument). De blev upptäckta av James Honeyman-Scott (från The Pretenders) när de uppträdde i ett gatuhörn i Milwaukee.
Bandet skrev kontrakt med Slash Records och släppte debutalbumet The Violent Femmes år 1982. För att spela in albumet lånade bandet $10 000 av DeLorenzos far. Pengarna behövdes dock aldrig användas då skivbolaget valde att skriva kontrakt helt gratis. Musiken var en blandning mellan folkmusik och indierock. Violent Femmes fick snabbt entusiastiska anhängare. Låtar som "Add it up", "Blister in the Sun" och "Kiss Off från debutalbumet är de mest kända som bandet någonsin gjort. Albument hade sålt platina efter 20 år.
Albumet Hallowed Ground hade mycket mer countryinspirerat ljud och albumet The Blind Leading the Naked var mer popigt. Bandet gjorde en cover på T. Rex låt "Children of the Revolution". Violent Femmes splittrades och Gano släppte ett eget album med projektet Mercy Seat. Även Ritchie släppte ett flertal soloalbum. År 1989 återförenades bandet och släppte albumen 3 och Why Do Birds Sing? (1991).
DeLorenzo lämnade gruppen året 1993 för att satsa på en solokarriär men ersattes av Guy Hoffman (från banden Oil Tasters och BoDeans). Bandet släppte även ett till samlingsalbum med de mest populära låtarna, Add It Up (1981-1993) år 1993. Guy, Brian och Gordon spelade in albumen New Times (1994) och Rock!!!!! (1995) (skivan släpptes endast i Australien). År 1999 släppte bandet ett livealbum, Viva Wisconsin. Två år efter det släpptes Freak Magnet. Something's Wrong släpptes samma år och var ett album med coverlåtar, alternativa versioner av tidigare låtar, akustiska versioner av låtar, demolåtar och liveinspelade låtar. Albumet finns endast i MP3-format.
År 2002 anslöt sig DeLorenzo återigen till gruppen.

## Medlemmar
Nuvarande medlemmar
- Gordon Gano – sång, gitarr, violin, banjo (1980–1987, 1988–2009, 2013–)
- Brian Ritchie – basgitarr, sång, gitarr, shakuhachi, xylofon, keyboard (1980–1987, 1988–2009, 2013–)
- John Sparrow – trummor, percussion, bakgrundssång (2016–)

Tidigare medlemmar
- Victor DeLorenzo – trummor, percussion, bakgrundssång (1980–1987, 1988–1993, 2002–2009, 2013)
- Guy Hoffman – trummor, percussion, bakgrundssång (1993–2002)
- Brian Viglione – trummor, percussion, bakgrundssång (2013–2016)

Horns of Dilemma
- Blaise Garza – saxofon, percussion, bakgrundssång (2004–present)
- John Sparrow – cajon (2005–2016)
- Peter Balestrieri – saxofon (1983–1991)

## Diskografi

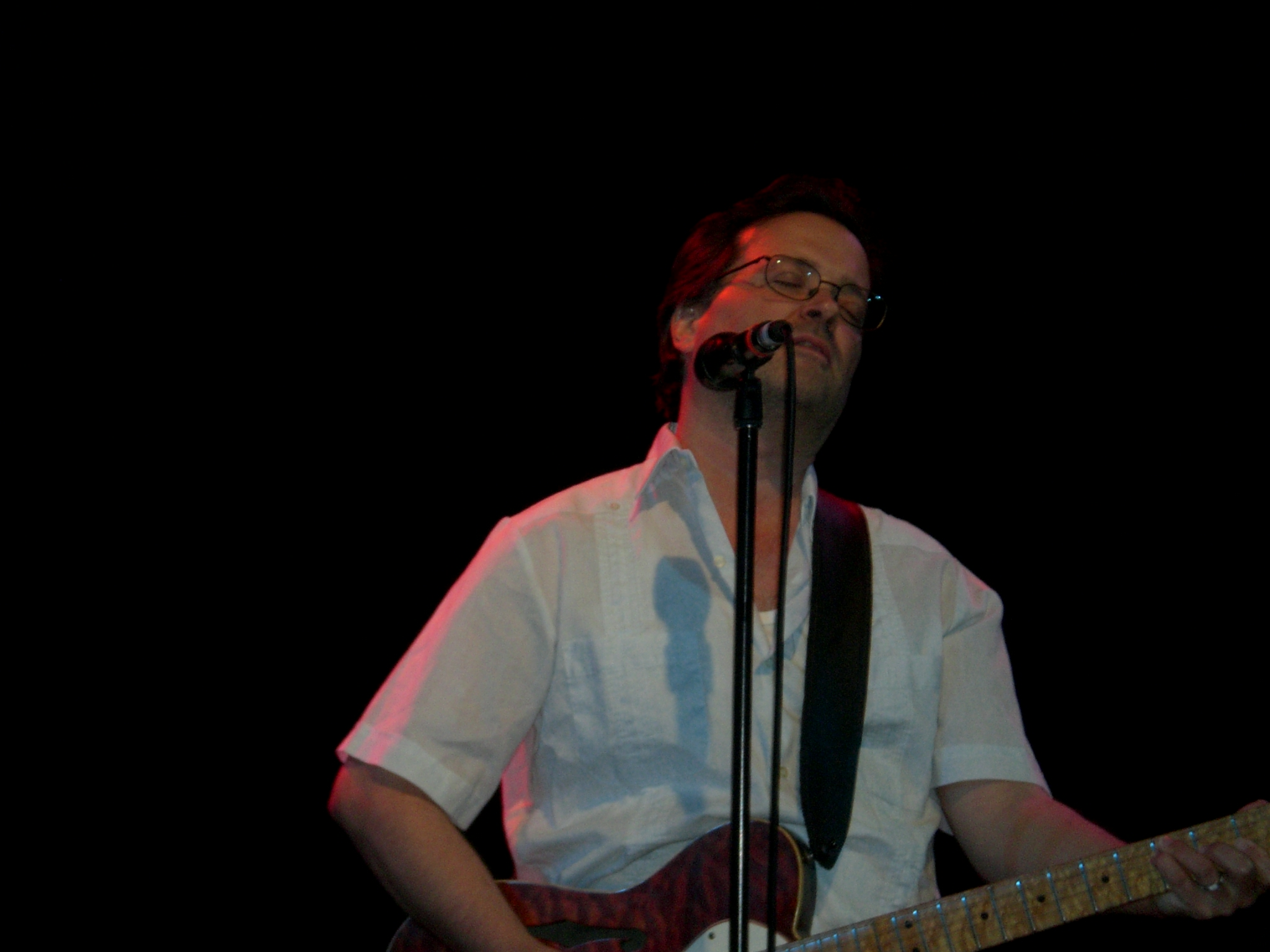
Gordon Gano 2006.

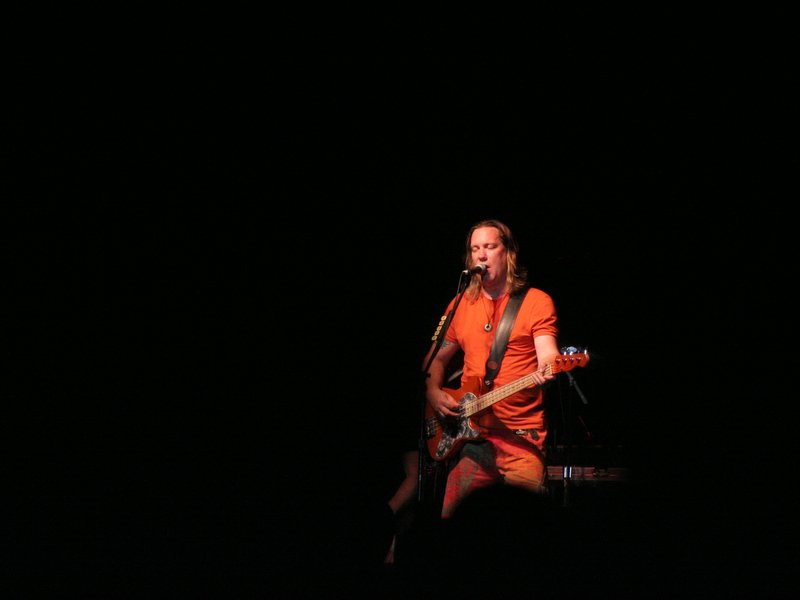
Brian Ritchie 2006.

| År   | Titel                                             | Skivbolag   | Typ           |
| ---- | ------------------------------------------------- | ----------- | ------------- |
| 1982 | Violent Femmes                                    | Slash/Rhino | Studioalbum   |
| 1984 | Hallowed Ground                                   | Slash/Rhino | Studioalbum   |
| 1986 | The Blind Leading the Naked                       | Slash       | Studioalbum   |
| 1988 | 3                                                 | Slash       | Studioalbum   |
| 1990 | Debacle: The First Decade                         | Liberation  | Samlingsalbum |
| 1991 | Why Do Birds Sing?                                | Reprise     | Studioalbum   |
| 1991 | Debacle: The First Decade                         | Slash       | Studioalbum   |
| 1993 | Add It Up (1981-1993)                             | Slash       | Samlingslbum  |
| 1994 | New Times                                         | Elektra     | Studioalbum   |
| 1995 | Rock!!!!!                                         | Mushroom    | Studioalbum   |
| 1999 | Viva Wisconsin                                    | Beyond      | Livealbum     |
| 2000 | Freak Magnet                                      | Beyond      | Studioalbum   |
| 2001 | Something's Wrong                                 | eMusic      | MP3-album     |
| 2005 | Permanent Record - Live & Otherwise               | Rhino       | Musik-DVD     |
| 2005 | Permanent Record: The Very Best of Violent Femmes | Slash/Rhino | Samlingsalbum |
| 2005 | BBC Live                                          | Hux         | Livealbum     |
| 2005 | Archive Series No. 1: Live in Iceland             | Add It Up   | Livealbum     |
| 2006 | Archive Series No. 2 - Live in Chicago Q101       | Add It Up   | Livealbum     |
| 2006 | Live in Iceland                                   | Add It Up   | Livealbum     |
| 2006 | No, Let's Start Over                              | Universal   | Musik-DVD     |
| 2011 | Original Album Series                             | Rhino       | Samlingsalbum |